# C.L.L Crystal Lover Light
C.L.L. Crystal Lover Light è il primo album in studio della cantante giapponese Crystal Kay, pubblicato nel 2000.

## Tracce
1. Interlude P.P.P. – 1:10
2. Eternal Memories – 5:08
3. こみちの花 (Komichi no Hana) – 4:01
4. More Lovin' – 4:12
5. Teenage Universe: Chewing Gum Baby – 4:01
6. レッツすいかどろぼう (Let's Suika Dorobo) – 5:06
7. タカ・タカ・タカ (Taka Taka Taka) – 3:42
8. ダーリン P.P.P. (Darling P.P.P.) – 4:02
9. トゥデー・フレンド・ザ・デコレーション・ケーキ・かうかう・Go (Today Friend The Decoration Cake Kau Kau Go) – 2:50
10. つれないギター (Tsunerai Guitar) – 1:08
11. パパどんピ (Papa Donpi) – 4:36
12. Rainy Blue Day – 4:15
13. C'mon Babe – 3:51
14. Shadows of Desire – 3:55